# A40 (Mongolië)

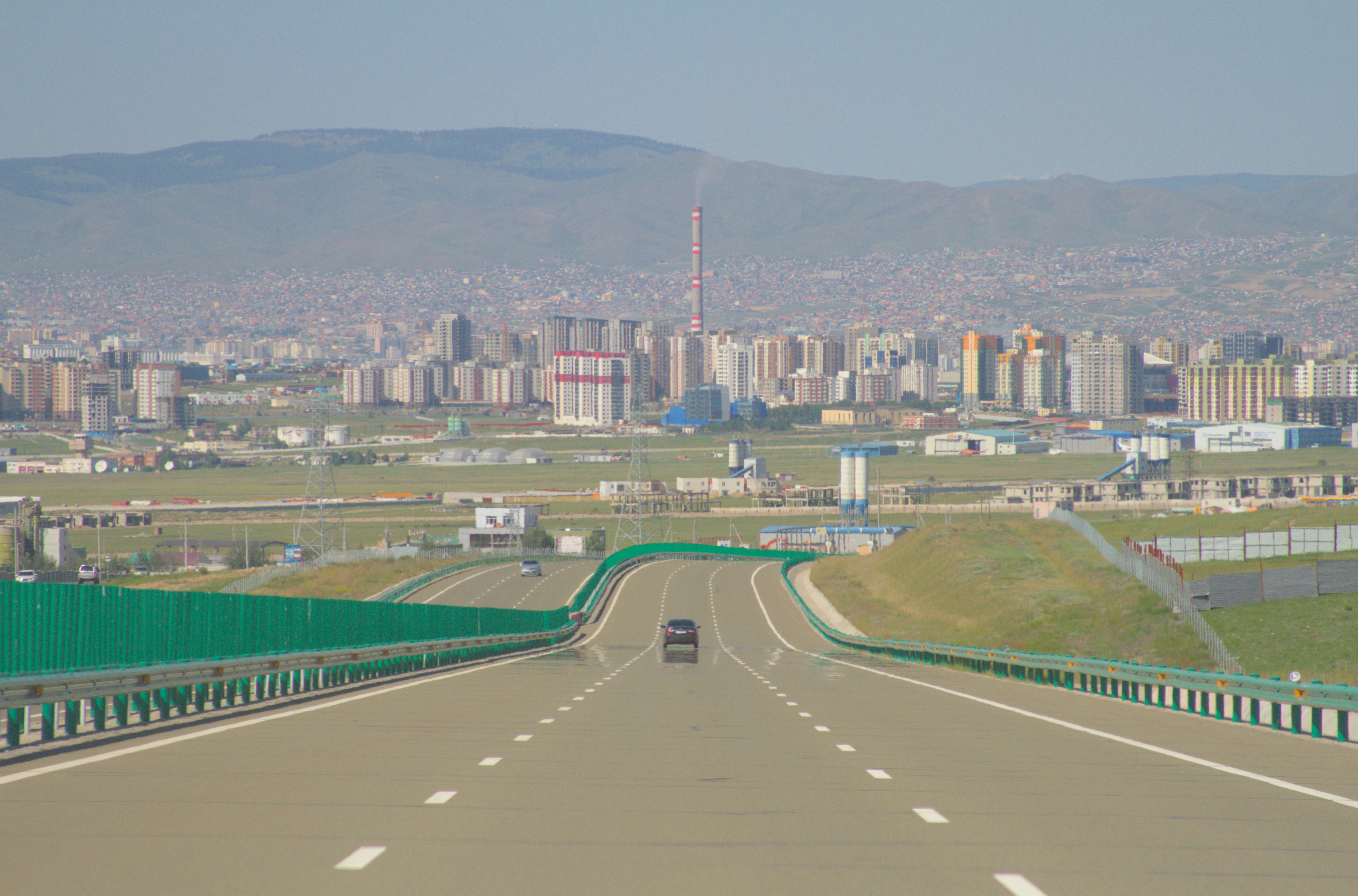
De A40 in Mongolië

De A40 of Airport Expressway  (Mongools: Улаанбаатар-Хөшигийн хөндийн хурдын авто зам) is een autosnelweg in Mongolië. De snelweg tussen de hoofdstad Ulaanbator en de internationale luchthaven is 32 kilometer lang. De A40 telt 2x3 rijstroken en werd officieel geopend in 2019.